# La Olmeda de Jadraque
La Olmeda de Jadraque – gmina w Hiszpanii, w prowincji Guadalajara, w Kastylii-La Mancha, o powierzchni 11,71 km². W 2011 roku gmina liczyła 14 mieszkańców.